# Trenton (Utah)
Pour les articles homonymes, voir Trenton.
Trenton est une municipalité américaine située dans le comté de Cache en Utah.
Lors du recensement de 2010, sa population est de 464 habitants. La municipalité s'étend alors sur une superficie de 7,34 milles carrés (19,01 km2), dont 0,06 mille carré (0,16 km2) d'étendues d'eau.
Fondée en 1870, la localité est nommée en référence à la ville de Trenton, d'où était originaire William B. Preston, le premier évêque mormon local.